# Tamoanchan

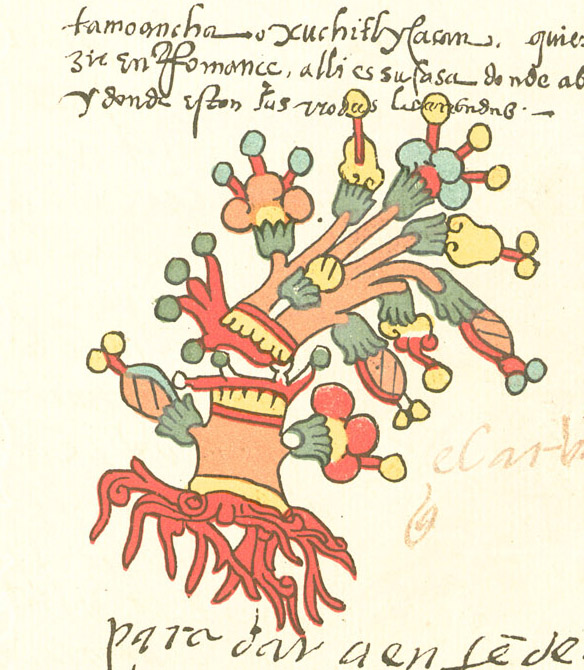
Tamoanchan décrit dans le Codex Telleriano-Remensis.

Tamoanchan, dans la mythologie aztèque, est un paradis terrestre de la période postclassique selon le Codex Telleriano-Remensis, la résidence principale de Xochiquetzal, la déesse de la beauté et l'amour. Dans ce lieu existait un arbre appelé Xochitlicacan. Ce lieu mythique paradisiaque était protégé par des génies appelés Amoxoaque (Tlaltetecui, Xochicahua). Tamoanchan a été construit à peu de distance de Teotihuacan. Les dieux Tonacatecuhtli et Tonacacihuatl ont expulsé diverses divinités mineures qui abîmaient le paradis pour couper des fleurs et des branches et avariaient le jardin. Ces divinités mineures ont échappé à la terre et à l'enfer. 
Tamoanchan a été conçu comme un paradis où les dieux ont créé le premier membre de la race humaine actuelle.
Selon les Nahuas, ce nom signifie "Nous cherchons notre maison". Nous savons aujourd'hui que Tamoanchan est un mot qui, écrit de diverses manières dans les textes nahuas tels que Cantares Mexicanos et autres, a un sens qui n'a pas été définitivement clarifié.
Certains auteurs se réfèrent au mot Timoancán comme provenant de la langue maya de la Huasteca, et signifie «montagne du serpent» ou «lieu des serpents».
Certains mythes parlent de Tamoanchan comme du lieu habité par la déesse Xochiquétzal, patronne des femmes célibataires, de la beauté et de l'amour. 